# Каменський Іван Петрович
Каменський Іван Петрович (нар. 1773, село Надежда, Полтавський полк — 6 (18) серпня 1819, Київ) — російський і український лікар.
1793 року вступив у Московську медико-хірургічну школу, яку закінчив 1798 року. З 1799 — прозектор Московської медико-хірургічної академії. 1802 року захистив дисертацію «Про стискування серця». В 1806—09 роках — професор анатомії, фізіології та судової медицини в Казанському університеті. 1809 року поступив акушером у Воронезьку лікарську управу. В 1810—1819 роках очолював кафедру акушерства Харківського університету. Автор оригінальної праці про проникаючу виразку шлунка. Перекладач праць з хімії та про харчування дітей.

## Твори
- «Краткое начертание наблюдений и опытов о вредности молочной и о пользе хлебной, мясной и другой пищи для детей» (СПб. 1805),
- «Латинский и российский словарь» (2 ч. Харьков, 1816—17)
- статті у «Речах Харьковского университета» (1812 и 1818 роки).

## Переклади
- Г. Фуркруа. Химическая философія, или, Основательныя истины новѣйшей химіи [Архівовано 18 травня 2015 у Wayback Machine.]. — 1799. Переклад з французької І. Книгіна і І. Каменського.